# Cardiandra amamiohsimensis
Cardiandra amamiohsimensis (лат.) — небольшой кустарник, вид рода Кардиандра (Cardiandra) семейства Гортензиевые (Hydrangeaceae), эндемик Японии. 

## Ботаническое описание
Cardiandra amamiohsimensis — небольшой вертикально растущий куст 20-70 см высотой. Листья светло-зелёные и слегка зубчатые. Цветки белые либо бело-розовые, лепестки каждые 3 мм длиной. Тычинки голубоватые. Цветёт с июля по сентябрь. Культивируется в садах, где предпочитает влажные затенённые участки .

## Распространение и местообитание
Вид является эндемиком Японии. Произрастает на островах Амами (Рюкю). Растёт на влажных почвах, на берегах горных ручьёв.

## Охранный статус
Международный союз охраны природы (МСОП) классифицирует вид как вымирающий.